# Powiat Steinburg
Powiat Steinburg (niem. Kreis Steinburg) – powiat w niemieckim kraju związkowym Szlezwik-Holsztyn. Siedzibą powiatu jest miasto Itzehoe.

## Podział administracyjny

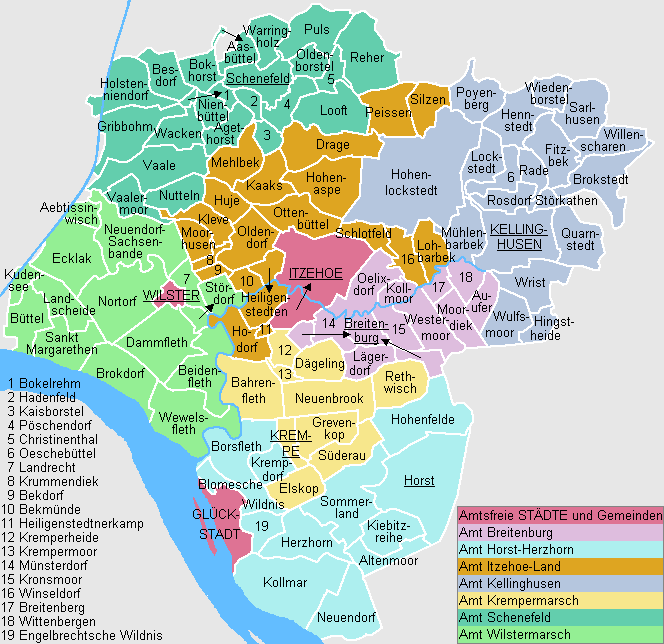
Powiat Steinburg z zaznaczonym podziałem na gminy

W skład powiatu Steinburg wchodzi:
- pięć gmin miejskich
- siedem urzędów (niem. Amt)

| Lp. | Nazwa gminy  | Ludność (31.12.2008) | Powierzchnia km² |
| --- | ------------ | -------------------- | ---------------- |
| 1   | Glückstadt   | 11.707               | 22,76            |
| 2   | Itzehoe      | 32.732               | 28,03            |
| 3   | Kellinghusen | 7.806                | 18,81            |
| 4   | Krempe       | 2.347                | 3,39             |
| 5   | Wilster      | 4.392                | 2,71             |

Urzędy:
| Lp. | Nazwa urzędu   | Ludność (31.12.2008) | Powierzchnia km² | Liczba gmin |
| --- | -------------- | -------------------- | ---------------- | ----------- |
| 1   | Breitenburg    | 8.695                | 69,80            | 11          |
| 2   | Horst-Herzhorn | 15.854               | 174,49           | 12          |
| 3   | Itzehoe-Land   | 10.645               | 138,52           | 20          |
| 4   | Kellinghusen   | 22.802               | 195,74           | 19          |
| 5   | Krempermarsch  | 9.526                | 81,20            | 10          |
| 6   | Schenefeld     | 10.574               | 164,40           | 22          |
| 7   | Wilstermarsch  | 7.163                | 178,49           | 14          |